# HK Shakhtar Soligorsk
L'HK Shakhtar Soligorsk è una squadra di hockey su ghiaccio bielorussa, fondata nel 2009 e con sede a Soligorsk. Milita nella Extraliga bielorussa. La squadra è anche stata farm-team della Dinamo Mosca, squadra della KHL.

## Palmarès

### Competizioni nazionali
- Extraliga bielorussa: 1

2015.
- Coppa di Bielorussia: 0